# Vivendo cantando... che male ti fò?
Vivendo cantando... che male ti fò? è un film del 1957, diretto da Marino Girolami.